# يوشينوري هيراما
يوشينوري هيراما (باليابانية: 広間 義則) (مواليد 23 يونيو 1968)، هو لاعب كرة قدم سابق كان يلعب كمدافع.